# Pfarrhaus Röttenbach

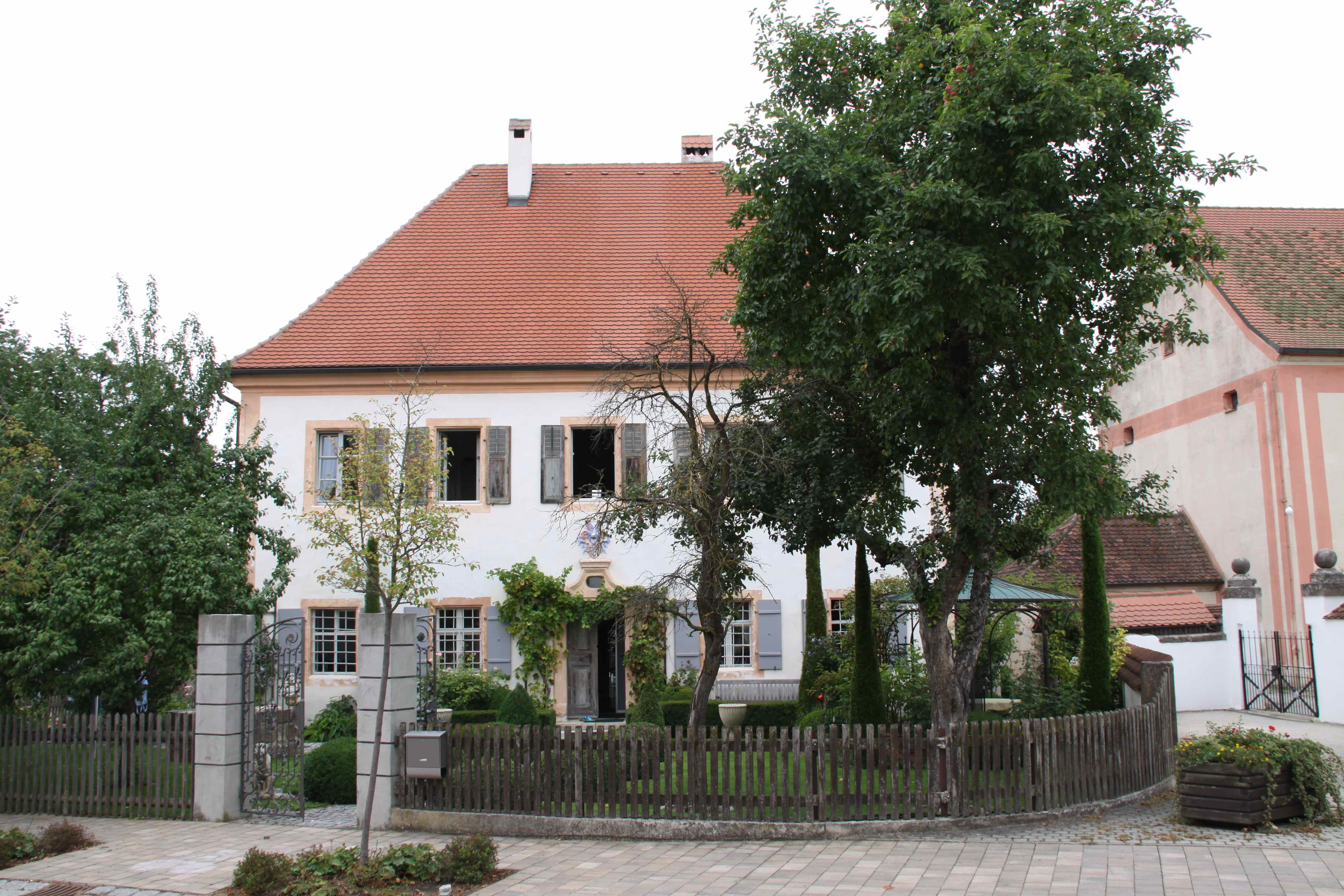
Pfarrhaus in Röttenbach

Das ehemalige katholische Pfarrhaus in Röttenbach, einer Gemeinde im mittelfränkischen Landkreis Roth in Bayern, wurde 1716 erbaut. Das Pfarrhaus, Deutschherrnstraße 11, ist ein geschütztes Baudenkmal.
Es handelt sich um einen zweigeschossigen Putzbau mit Walmdach, Aufzuggaube, Putzgliederung und Barockportal. Der Bau wird Franz Keller zugeschrieben. Die äußere Erscheinung wird auch häufiger als schlossähnlich beschrieben.
- Siehe auch: Liste der Baudenkmäler in Röttenbach (Landkreis Roth)